# 玫瑰浪海鯽
玫瑰浪海鲫為輻鰭魚綱鱸形目隆頭魚亞目海鯽科的其中一種，分布於東太平洋區，從美國加州Point Delgada至墨西哥加利福尼亞灣海域，棲息深度8-229公尺，體長可達20公分，生活底層水域，屬肉食性，胎生，生活習性不明。